# آماکوسا، کوماموتو
آماکوسا در استان کوماموتو در کشور ژاپن  واقع شده است  که دارای جمعیت ۹۳٬۰۴۷ نفر و مساحت ۶۸۳٫۱۷ کیلومتر مربع با تراکم جمعیت 136  نفر در کیلومترمربع است و در تاریخ ۲۷ مارس ۲۰۰۶ به عنوان شهر شناخته شد.

## نگارخانه

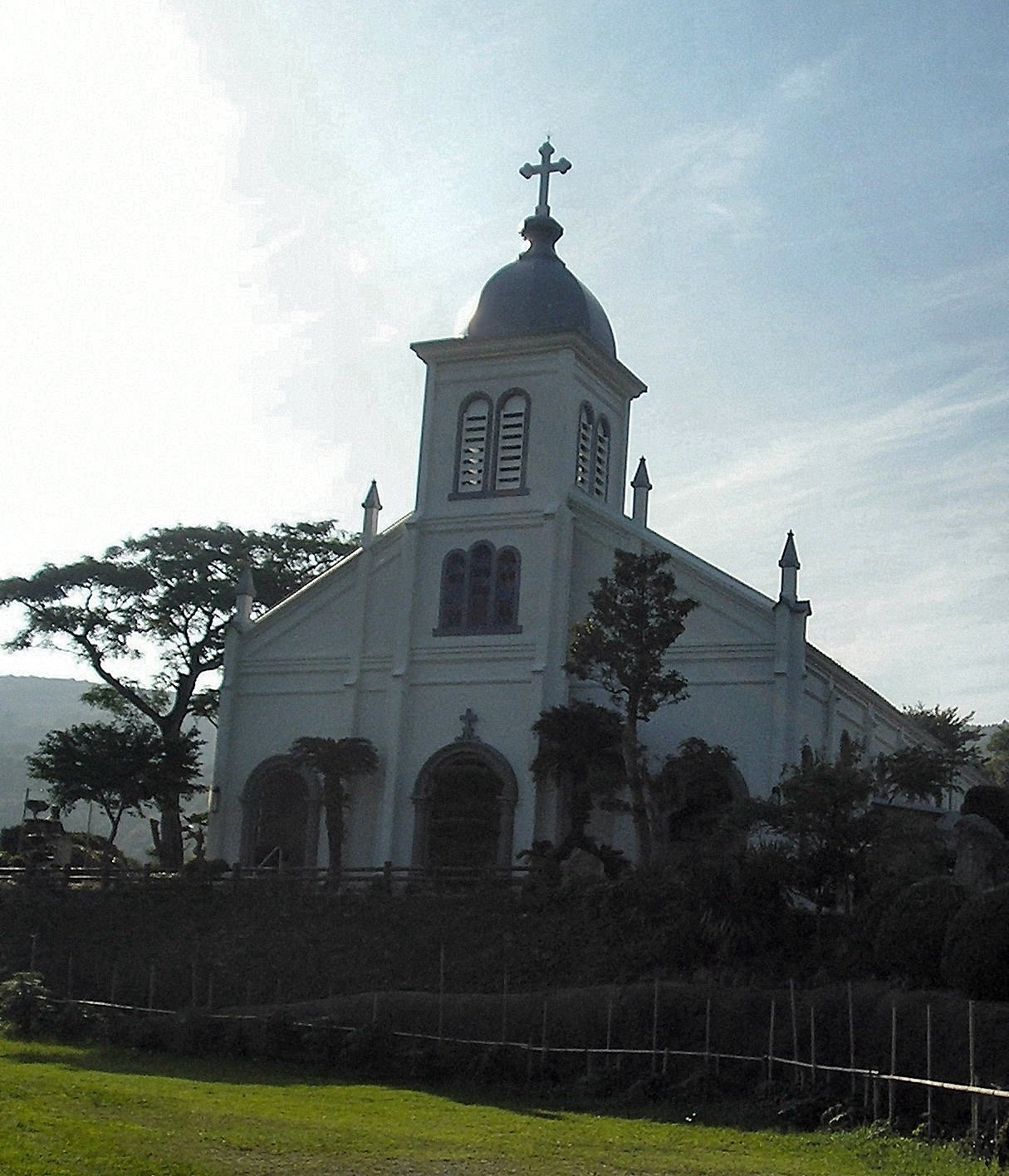
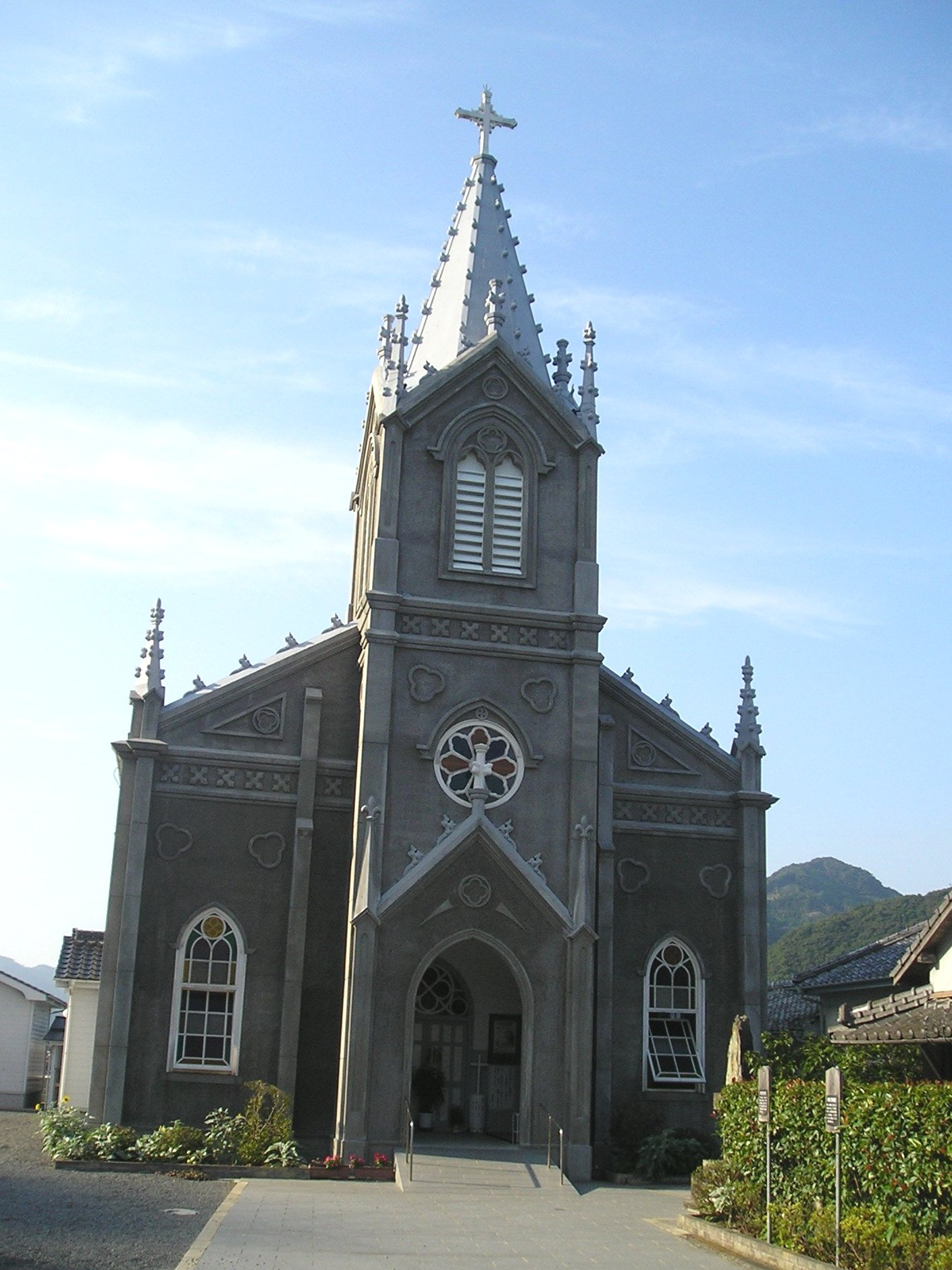